# James Hendrie
James Hendrie (* vor 1960) ist ein britischer Drehbuchautor, Filmproduzent und Filmregisseur, der 1990 mit einem Oscar für seinen Kurzfilm Work Experience ausgezeichnet worden ist.

## Berufliches
Hendrie erzählte in einem Interview, dass er bereits in der Schule angefangen habe skizzenartig Szenen zu schreiben und aufzuführen. Während seines Studiums habe er dann auf einer Party den Komiker Nick Revell getroffen, der ihm freundlicherweise vorgeschlagen habe, einiges, was er geschrieben habe, an BBC Radio 4’s Week Ending und The News Huddlines von BBC Radio 2 zu senden, was er auch getan habe. Als er damit Erfolg gehabt habe, sei ihm klargeworden, dass man in diesem Geschäft ernsthaft Geld verdienen könne. Während dieser Zeit habe er Ian Brown getroffen, da Week Ending eine großartige Show für neue Autoren sei. Man habe sie dann von Produzentenseite aus zusammengebracht.
Hendrie trat im Bereich Fernsehen 1982 erstmals mit einer Folge der komödiantischen Fernsehserie Carrott’s Lib in Erscheinung, für die er das Drehbuch verfasste. Daran schlossen sich weitere Arbeiten fürs Fernsehen an. Mit seiner 1989 erschienenen Kurzfilmkomödie Work Experience mit Lenny Henry in der Hauptrolle gelang es Hendrie, einen Oscar in der Kategorie „Bester Kurzfilm“ zu erringen. Er führte bei diesem Film erstmals Regie. Hendrie thematisiert in seinem Film einen Mann auf Arbeitssuche, der jedoch nur daran interessiert ist, Arbeitserfahrungen (Work Experience) zu sammeln und, kaum möchte man ihn einstellen, verschwindet, um sich einem ganz anderen Tätigkeitsfeld zu widmen. 
In den Jahren 1991 und 1994 schrieb Hendrie für drei Folgen der britischen Kriminalserie Murder Most Horrid das Drehbuch und führte auch Regie. In den Geschichten dieser dunklen komödiantischen Serie spielte Dawn French in jeder Folge eine andere in einen Mord verwickelte Figur. Für die Episode Nanarchy der abenteuerlichen Sci-Fi-Serie Red Dwarf von 1997 schrieb Hendrie das Drehbuch. Inhalt der Serie sind die Abenteuer des letzten lebenden Menschen und seiner Freunde, die auf dem Bergbauschiff Red Dwarf im Weltraum gestrandet sind.
Von 2000 bis 2005 produzierte Hendrie 29 Folgen der komödiantischen Fernsehserie My Family und schrieb auch die Drehbücher für die einzelnen Folgen. Die Geschichten drehen sich um einen menschenfeindlichen Zahnarzt, der allgemein wenig Zeit hat auch nicht für seine Frau und deren Kinder.    

## Filmografie (Auswahl)
– wenn nicht anders angegeben, als Drehbuchautor –
- 1982: Carrott’s Lib (Fernsehserie)
- 1982: Jim Davidson’s Special (Fernsehserie, Folge 1.1)
- 1983: Three of a Kind (Fernsehserie, Folgen 3.4 und 3.5)
- 1984: Cannon and Ball (Fernsehserie, Folge 6.6)
- 1985: A Royal Night of One Hundred Stars (Fernsehspezial)
- 1986: Now, Something Else (Fernsehserie)
- 1986: The Russ Abbot Show (Fernsehserie, Folgen 1.4 und 1.5)
- 1987: Five Alive (Fernsehserie, 7 Folgen 1.1 bis 1.7)
- 1989: Spitting Image (Fernsehserie, 8 Folgen 5.1 bis 5.5 + 6.1 bis 6.3)
- 1989: Work Experience (Kurzfilm) auch Regie
- 1990: Lenny Henry: The Best of The Lenny Henry Show (Video-Dokumentation)
- 1991, 1994: Murder Most Horrid (Fernsehserie, 3 Folgen) auch Regie
- 1993: The 10 Percenters
- 1995: Space Cops – Tatort Demeter City (Fernsehserie, Folge Flash)
- 1997: Red Dwarf (Fernsehserie, Folge Nanarchy)
- 1998: Live from the Lighthouse (Fernseh-Spezial)
- 2000–2005: My Family (Fernsehserie 29 Folgen) auch Produzent
- 2002: A Tribute to the Likely Lads (Kurzfilm)
- 2002: My Hero (Fernsehserie, Folge Little Green Man)
- 2006: The Last Laugh (Fernsehserie, Folge Mike Davis)
- 2006: Home Again (Fernsehserie, 6 Folgen)
- 2007, 2008: After You’ve Gone (Fernsehserie, 25 Folgen) auch Produzent

## Auszeichnungen
- Oscarverleihung 1990: Oscar-Auszeichnung in der Kategorie „Bester Kurzfilm“ für und mit der Filmkomödie Work Experience
- Chicago International Film Festival: Nominierung für den Goldenen Hugo in der Kategorie „Bester Kurzfilm“ für und mit der Filmkomödie Work Experience